# Jowisz (mitologia)
Jowisz, Jupiter (łac. Iuppiter od Iovis pater) – w mitologii rzymskiej bóg nieba i światła, zjawisk atmosferycznych, władca bogów i ludzi, najwyższe bóstwo panteonu rzymskiego. 
Był źródłem władzy (łac. imperium), jaką dzierżyli rzymscy urzędnicy. Rzymscy władcy i wodzowie starali się pozować na ludzkie ucieleśnienie czy odzwierciedlenie Jowisza. Pospolicie utożsamiany jest z greckim Zeusem, z czasem przejął większość jego cech. Atrybutami Jowisza były piorun i orzeł. Syn Saturna.
W rzeczywistości jest to (tożsamy z Zeusem) praindoeuropejski bóg dziennego nieboskłonu, burzy i piorunów. Obie nazwy, grecka i łacińska, wywodzą się z praindoeuropejskiego imienia Dieus ph2ter, co w wyniku różnych przekształceń fonetycznych dało łacińskie Iuppiter (Iovis + pater). Od dopełniacza (genetivus) tego imienia, brzmiącego Iovis, pochodzi polskie imię tego bóstwa, Jowisz.
Kult Jowisza, czczonego jako Jowisz Najlepszy Największy (łac. Iuppiter Optimus Maximus) skupiał się w świątyni położonej na Kapitolu w Rzymie, gdzie tronował on obok Junony i Minerwy. Czynnościami kultowymi opiekował się kapłan zwany flamen Dialis.
Jowisz i cała Trójca Kapitolińska uosabiali rzymskie państwo. W koloniach rzymskich budowano analogiczne świątynie Trójcy Kapitolińskiej, zwane po prostu Kapitolami, rozprzestrzeniając kult poza miasto Rzym.
Na terenach starożytnego italskiego miasta Iguvium odnaleziono w 1444 roku tablice poświęcone Jowiszowi.
Przydomki Jowisza:
- Stator – ten, który zatrzymuje chwiejące się szeregi rzymskie;
- Victor – dawca zwycięstwa;
- Versor – ten, który zmusza nieprzyjaciół do ucieczki[3];
- Ultor – karzący, niosący pomstę (Mściciel, na podobieństwo Marsa)[4].